# Wau (Papouasie-Nouvelle-Guinée)
Wau est une ville de Papouasie-Nouvelle-Guinée située dans la province de Morobe. Elle a fait l'objet d'une ruée vers l'or dans les années 1920-1930. Elle fut également en janvier 1943 le théâtre de la bataille de Wau, ayant vu s'opposer les Australiens aux Japonais durant la campagne de Nouvelle-Guinée.